# The Treasure Seekers
The Treasure Seekers é um filme estadunidense de 1977, do gênero policial, dirigido por Henry Levin e roteirizado por Walter Brough e Rod Taylor.

## Sinopse
Dois velhos colegas unem-se na busca de um tesouro, mas são traídos por um concorrente inescrupuloso.

## Elenco
- Rod Taylor ....... Marian Casey
- Stuart Whitman ....... Stack Baker
- Elke Sommer ....... Ursula
- Jeremy Kemp ....... Reginald Landers
- Bob Phillips ....... Joe
- Jennie Sherman ....... Debbie
- Keenan Wynn ....... Meat Cleaver Stewart
- Keith Foote ....... Lincoln
- Dan Jackson ....... Superintendente Prinz
- Patrick Wymore ....... Shelley
- Patricia Hornung ....... Alicia
- Hans Kahn ....... capitão alemão
- Paul Methuen ....... Merril Jr
- Joanna Wilhelm ....... esposa de Merril Jr.
- Dermot Hussey ....... Stevan